# Chlaenosciadium gardneri
Chlaenosciadium gardneri är en flockblommig växtart som beskrevs av C.Norman. Chlaenosciadium gardneri ingår i släktet Chlaenosciadium och familjen flockblommiga växter. Inga underarter finns listade i Catalogue of Life.